# Lijst van voormalige windmolens in Friesland
Dit is een lijst van voormalige windmolens in de Nederlandse provincie Friesland.
| Naam                        | Plaats            | Gemeente         | Provincie | Type molen            | Functie     | Zichtbare restanten                   | Huidig gebruik | Foto |
| --------------------------- | ----------------- | ---------------- | --------- | --------------------- | ----------- | ------------------------------------- | -------------- | ---- |
| Molen Het Hert              | Drachten          | Smallingerland   | Friesland | stellingmolen         | korenmolen  | geen                                  |                |      |
| De Non                      | Ferwerd           | Ferwerderadeel   | Friesland | grondzeiler           | poldermolen | fundering                             |                |      |
| De Petten                   | Wartena           | Boornsterhem     | Friesland | spinnenkopmolen       | poldermolen | ondertoren                            |                |      |
| De Westermolen              | Winsum            | Littenseradeel   | Friesland | grondzeiler           | poldermolen | in opslag                             |                |      |
| Windmotor Goutum 1          | Goutum            | Leeuwarden       | Friesland | Amerikaanse windmotor | poldermolen | in restauratie                        |                |      |
| Tjasker Bolsward            | Bolsward          | Súdwest-Fryslân  | Friesland | tjasker               | poldermolen | niet maalvaardig                      |                |      |
| Windmotor Goutum 2          | Goutum            | Leeuwarden       | Friesland | Amerikaanse windmotor | poldermolen | ondertoren                            |                |      |
| Windmotor Itens 2           | Itens             | Leeuwarden       | Friesland | Amerikaanse windmotor | poldermolen | fundering                             |                |      |
| Windmotor Oldeholtpade      | Oldeholtpade      | Weststellingwerf | Friesland | Amerikaanse windmotor | poldermolen | geen, verdwenen voor 2018             |                |      |
| De Noordster                | Sint Annaparochie | Het Bildt        | Friesland | monniksmolen          | poldermolen | gesloopt in 1983                      |                |      |
| Watermolen Polder Zuidbroek | Sint Annaparochie | Het Bildt        | Friesland | Grondzeiler           | poldermolen | 1973 afgebrand                        |                |      |
| De Bjusse                   | Tzummarum         | Franekeradeel    | Friesland | Grondzeiler           | poldermolen | 1972 omgewaaid, 1978 restant gesloopt |                |      |